# Amor crudo
Amor crudo es un cortometraje argentino estrenado en 2008. Es interpretado por Felipe Villanueva, Valentino Arocena y Katja Alemann. 

## Sinopsis
Dos amigos, Ivan (Felipe Villanueva) y Jeremías (Valentino Arocena), pasan juntos los últimos días de instituto. Saben que inevitablemente una etapa de sus vidas finaliza, y todavía quedan sin resolver muchas emociones confusas y secretos que nunca han sido revelados.

## Reparto
- Felipe Villanueva como Iván.
- Valentino Arocena como Jeremias.
- Katja Alemann como la madre de Iván.
- Nicolás Videla como Nico.
- Juan Pablo Cámara como Juan Pablo.
- Natan Skigin como Natan.
- Hugo Rodríguez como Hugo.
- Liliana Pace como la profesora.

- Datos: Q5673009